# Ihova
Ihova je jednou ze 14 vesnic, které tvoří občinu Benedikt. Ve vesnici v roce 2002 žilo 302 obyvatel.

## Poloha, popis
Zeměpisné souřednice obce Ihova jsou: 46°38′4.09″N 15°55′5.51″E
Sídlo se rozkládá na území Podrávského regionu na východě Slovinska v nadmořské výšce zhruba 260 m. Rozloha obce je 3,28 km².
Obcí prochází ve směru od severu k jihu silnice č.449.